# ガンビアの銀行の一覧
ガンビアの銀行の一覧
- アクセス銀行 (Access Bank)
- アラブガンビアイスラム銀行 (Arab Gambia Islamic Bank)
- PHB銀行 (Bank PHB)
- サヘロ=サファリエンヌ投資商業銀行 (Banque Sahélo-Saharienne pour l'Investissement et le Commerce)
- エコバンク (Ecobank)
- 第一国際銀行 (First International Bank)
- 保証信託銀行 (Guaranty Trust Bank)
- 国際商業銀行 (International Commercial Bank)
- オセアニック銀行 (Oceanic Bank)
- プライム銀行ガンビア (Prime Bank (Gambia))
- スタンダードチャータード銀行 (Standard Chartered Bank)
- トラスト銀行 (Trust Bank)